# Карликовый ламантин
Карликовый ламантин (Trichechus pygmaeus) — возможный вид ламантинов, ареал которого ограничен одним притоком реки Арипуанан в бассейне Амазонки. По словам Марка ван Русмалена, учёного, который предлагает выделение этого вида, карликовый ламантин обитает в мелких быстроводных участках реки и питается различной речной растительностью, в отличие от амазонского ламантина, который предпочитает глубокие тихие заводи. Сообщается, что во время сезона дождей карликовые ламантины мигрируют вверх по реке, когда та становится полноводной вплоть до истоков и затапливаются мелкие пруды. В связи с сильно ограниченным ареалом этого вида было высказано предположение, что карликовые ламантины находятся под угрозой исчезновения, но пока это не признано Международным союзом охраны природы.
Карликовые ламантины обычно имеют 130 см в длину и весят 60 кг, что делает их самыми маленькими представителями отряда сирен. Имеют тёмную окраску, почти чёрную, с белым пятном на животе. Было высказано предположение, что карликовые ламантины являются детёнышами Амазонского ламантина, однако различия в пропорциях и окраске говорят о другом. В ДНК этих двух видов не было выявлено существенных различий, что говорит об их высокой близости. Основываясь на частоте мутаций у ламантинов, можно сказать, что расхождение этих видов произошло 485000 лет назад. Дэрил Домнинг заявил, что анализы ДНК говорят о том, что карликовые ламантины всего лишь незрелые амазонские ламантины.
Кроме того, существующее название «Trichechus pygmaeus» также находится под вопросом. МСОП в настоящее время не признаёт его. Название остаётся неофициальным.